# Waltheria indica
Waltheria indica es una especie de planta de la familia Malvaceae. Algunos autores consideran que esta especie es un sinónimo de Waltheria americana.

## Taxonomía
Waltheria indica fue descrita por Carlos Linneo y publicado en Species Plantarum, 2: 673. 1753.
Sinonimia
- Waltheria africana K. Schum.
- Waltheria americana L.
- Waltheria americana var. densiflora K.Schum.
- Waltheria americana var. elliptica K.Schum.
- Waltheria americana var. glandulosa R.E.Fr.
- Waltheria americana var. indica (L.) K.Schum.
- Waltheria americana var. subspicata K.Schum.
- Waltheria angustifolia L.
- Waltheria arborescens Cav.
- Waltheria corchorifolia Pers.
- Waltheria detonsa A. Gray
- Waltheria elliptica Cav.
- Waltheria erioclada DC.
- Waltheria guineensis K. Schum.
- Waltheria indica var. americana (L.) R.Br. ex Hosaka
- Waltheria laevis Schrank
- Waltheria makinoi Hayata
- Waltheria wildii Suess.[2]

## Nombres comunes
- malva blanca de Cuba, bretónica macho.[3]